# Серхі Бархуан
Серхі Бархуан (ісп. Sergi Barjuán), або на каталонський манер Сержі Баржуан ([ˈsɛrʒi βərʒuˈan], нар. 28 грудня 1971, Лас-Франкезас-дал-Бальєс) — іспанський футболіст, що грав на позиції захисника. По завершенні ігрової кар'єри — футбольний тренер.
Виступав, зокрема, за «Барселону», з якою став триразовим чемпіоном Іспанії, дворазовим володарем Кубка Іспанії, дворазовим володарем Суперкубка Іспанії, а також володарем Кубка кубків УЄФА та Суперкубка УЄФА. Крім того грав за національну збірну Іспанії, у складі якої був учасником двох чемпіонатів світу та Європи.

## Клубна кар'єра
Народився 28 грудня 1971 року в місті Лас-Франкезас-дал-Бальєс. Вихованець футбольної школи клубу «Барселона».
У дорослому футболі дебютував 1992 року виступами за команду «Барселона Б», в якій провів один сезон, взявши участь у 30 матчах чемпіонату.
Своєю грою за цю команду привернув увагу представників тренерського штабу головної команди клубу «Барселона», до складу якого приєднався 1993 року. Відіграв за каталонський клуб наступні дев'ять сезонів своєї ігрової кар'єри. Більшість часу, проведеного у складі «Барселони», був основним гравцем захисту команди. За цей час тричі виборював титул чемпіона Іспанії, двічі ставав володарем Суперкубка Іспанії, а 1997 року став володарем Кубка Кубків УЄФА та Суперкубка УЄФА.
У 2002 році перейшов до клубу «Атлетіко», за який відіграв 3 сезони. Граючи у складі «Атлетіко» також здебільшого виходив на поле в основному складі команди. Завершив професійну кар'єру футболіста виступами за команду «Атлетіко» (Мадрид) у 2005 році.

## Виступи за збірні
Протягом 1993–1994 років залучався до складу молодіжної збірної Іспанії. На молодіжному рівні зіграв у 5 офіційних матчах.
9 лютого 1994 року дебютував в офіційних матчах у складі національної збірної Іспанії в товариській грі при Польщі. Протягом кар'єри у національній команді, яка тривала 9 років, провів у формі головної команди країни 56 матчів, забивши 1 гол.
У складі збірної був учасником чемпіонату світу 1994 року у США, чемпіонату Європи 1996 року в Англії, чемпіонату світу 1998 року у Франції, а також чемпіонату Європи 2000 року в Бельгії та Нідерландах.

## Кар'єра тренера
Розпочав тренерську кар'єру, повернувшись до футболу після невеликої перерви, 2009 року, ставши тренером юнацької команди «Барселона» (Juvenil B) .
В подальшому, протягом 2012—2014 років, очолював команду клубу «Рекреатіво».
Наступним місцем тренерської роботи був клуб «Альмерія», головним тренером команди якого Серхі Бархуан був з квітня по жовтень 2015 року.
З квітня 2017 року працював головним тренером «Мальорки», під керівництвом якого балеарська команда вперше за 36 років вилетіла до Сегунди Б, після чого Серхі покинув клуб.
26 листопада 2017 року був призначений головним тренером китайської команди «Ханчжоу Грінтаун». Після майже 20 місяців перебування на посаді він був звільнений 4 липня 2019 року.
У червні 2021 року Серхі був призначений головним тренером «Барселони Б» на наступні два сезони, а вже 28 жовтня став тимчасовим головним тренером першої команди після звільнення Рональда Кумана.

## Статистика виступів

### Статистика клубних виступів
| Сезон                      | Команда                    | Чемпіонат                  | Чемпіонат | Чемпіонат | Усього | Усього |
| Сезон                      | Команда                    | Campionato                 | Ігор      | Голів     | Ігор   | Голів  |
| -------------------------- | -------------------------- | -------------------------- | --------- | --------- | ------ | ------ |
| 1992–93                    | «Барселона Б»              | СД                         | 30        | 0         | 30     | 0      |
| Усього «Барселона Б»       | Усього «Барселона Б»       | Усього «Барселона Б»       | 30        | 0         | 30     | 0      |
| 1993–94                    | «Барселона»                | ПД                         | 23        | 0         | 23     | 0      |
| 1994–95                    | «Барселона»                | ПД                         | 34        | 1         | 34     | 1      |
| 1995–96                    | «Барселона»                | ПД                         | 40        | 0         | 40     | 0      |
| 1996–97                    | «Барселона»                | ПД                         | 34        | 1         | 34     | 1      |
| 1997–98                    | «Барселона»                | ПД                         | 31        | 2         | 31     | 2      |
| 1998–99                    | «Барселона»                | ПД                         | 35        | 0         | 35     | 0      |
| 1999–00                    | «Барселона»                | ПД                         | 19        | 1         | 19     | 1      |
| 2000–01                    | «Барселона»                | ПД                         | 33        | 1         | 33     | 1      |
| 2001–02                    | «Барселона»                | ПД                         | 18        | 0         | 18     | 0      |
| Усього «Барселона»         | Усього «Барселона»         | Усього «Барселона»         | 267       | 6         | 267    | 6      |
| 2002–03                    | «Атлетіко»                 | ПД                         | 27        | 0         | 27     | 0      |
| 2003–04                    | «Атлетіко»                 | ПД                         | 33        | 0         | 33     | 0      |
| 2004–05                    | «Атлетіко»                 | ПД                         | 26        | 0         | 26     | 0      |
| Усього «Атлетіко» (Мадрид) | Усього «Атлетіко» (Мадрид) | Усього «Атлетіко» (Мадрид) | 86        | 0         | 86     | 0      |
| Усього за кар'єру          | Усього за кар'єру          | Усього за кар'єру          | 383       | 6         | 383    | 6      |

### Статистика виступів за збірну
| Дата       | Місто                  | Господарі            | Результат               | Гості              | Турнір                | Голи | Примітки |
| ---------- | ---------------------- | -------------------- | ----------------------- | ------------------ | --------------------- | ---- | -------- |
| 9-2-1994   | Санта-Крус-де-Тенерифе | Іспанія              | 1 – 1                   | Польща             | товариський матч      | 1    | 46'      |
| 10-6-1994  | Монреаль               | Канада               | 0 – 2                   | Іспанія            | товариський матч      | -    | 74'      |
| 17-6-1994  | Даллас                 | Південна Корея       | 2 – 2                   | Іспанія            | ЧС 1994 - 1-й етап    | -    |          |
| 21-6-1994  | Чикаго                 | Німеччина            | 1 – 1                   | Іспанія            | ЧС 1994 - 1-й етап    | -    |          |
| 27-6-1994  | Чикаго                 | Болівія              | 1 – 3                   | Іспанія            | ЧС 1994 - 1-й етап    | -    |          |
| 2-7-1994   | Вашингтон              | Іспанія              | 3 – 0                   | Швейцарія          | ЧС 1994 - 1/8 фіналу  | -    |          |
| 9-7-1994   | Бостон                 | Італія               | 2 – 1                   | Іспанія            | ЧС 1994 - чвертьфінал | -    | 58'      |
| 7-9-1994   | Лімасол                | Кіпр                 | 1 – 2                   | Іспанія            | Відбір до ЧЄ 1996     | -    |          |
| 12-10-1994 | Скоп'є                 | Республіка Македонія | 0 – 2                   | Іспанія            | Відбір до ЧЄ 1996     | -    |          |
| 16-11-1994 | Севілья                | Іспанія              | 3 – 0                   | Данія              | Відбір до ЧЄ 1996     | -    |          |
| 17-12-1994 | Брюссель               | Бельгія              | 1 – 4                   | Іспанія            | Відбір до ЧЄ 1996     | -    |          |
| 18-1-1995  | Ла-Корунья             | Іспанія              | 2 – 2                   | Уругвай            | товариський матч      | -    | 46'      |
| 22-2-1995  | Херес-де-ла-Фронтера   | Іспанія              | 0 – 0                   | Німеччина          | товариський матч      | -    |          |
| 29-3-1995  | Севілья                | Іспанія              | 1 – 1                   | Бельгія            | Відбір до ЧЄ 1996     | -    |          |
| 20-9-1995  | Мадрид                 | Іспанія              | 2 – 1                   | Аргентина          | товариський матч      | -    |          |
| 11-10-1995 | Копенгаген             | Данія                | 1 – 1                   | Іспанія            | Відбір до ЧЄ 1996     | -    |          |
| 15-11-1995 | Ельче                  | Іспанія              | 4 – 1                   | Північна Македонія | Відбір до ЧЄ 1996     | -    |          |
| 7-2-1996   | Лас-Пальмас            | Іспанія              | 1 – 0                   | Норвегія           | товариський матч      | -    |          |
| 9-6-1996   | Лідс                   | Болгарія             | 1 – 1                   | Іспанія            | ЧЄ 1996 - 1-й етап    | -    | 38'      |
| 15-6-1996  | Лідс                   | Франція              | 1 – 1                   | Іспанія            | ЧЄ 1996 - 1-й етап    | -    |          |
| 18-6-1996  | Лідс                   | Румунія              | 1 – 2                   | Іспанія            | ЧЄ 1996 - 1-й етап    | -    |          |
| 22-6-1996  | Лондон                 | Іспанія              | 0 – 0 д.ч. (2 – 4 п.п.) | Англія             | ЧЄ 1996 - чвертьфінал | -    |          |
| 4-9-1996   | Тофтір                 | Фарерські острови    | 2 – 6                   | Іспанія            | Відбір до ЧС 1998     | -    |          |
| 9-10-1996  | Прага                  | Чехія                | 0 – 0                   | Іспанія            | Відбір до ЧС 1998     | -    |          |
| 13-11-1996 | Санта-Крус-де-Тенерифе | Іспанія              | 4 – 1                   | Словаччина         | Відбір до ЧС 1998     | -    |          |
| 14-12-1996 | Валенсія               | Іспанія              | 2 – 0                   | Югославія          | Відбір до ЧС 1998     | -    |          |
| 30-4-1997  | Белград                | Югославія            | 1 – 1                   | Іспанія            | Відбір до ЧС 1998     | -    |          |
| 24-9-1997  | Братислава             | Словаччина           | 1 – 2                   | Іспанія            | Відбір до ЧС 1998     | -    |          |
| 11-10-1997 | Хіхон                  | Іспанія              | 3 – 1                   | Фарерські острови  | Відбір до ЧС 1998     | -    |          |
| 19-11-1997 | Пальма (місто)         | Іспанія              | 1 – 1                   | Румунія            | товариський матч      | -    |          |
| 28-1-1998  | Сен-Дені               | Франція              | 1 – 0                   | Іспанія            | товариський матч      | -    | 59'      |
| 25-3-1998  | Віго                   | Іспанія              | 4 – 0                   | Швеція             | товариський матч      | -    |          |
| 3-6-1998   | Сантандер              | Іспанія              | 4 – 1                   | Північна Ірландія  | товариський матч      | -    | 46'      |
| 13-6-1998  | Нант                   | Іспанія              | 2 – 3                   | Нігерія            | ЧС 1998 - 1-й етап    | -    |          |
| 19-6-1998  | Сент-Етьєн             | Іспанія              | 0 – 0                   | Парагвай           | ЧС 1998 - 1-й етап    | -    | 8'       |
| 24-6-1998  | Ланс                   | Іспанія              | 6 – 1                   | Болгарія           | ЧС 1998 - 1-й етап    | -    |          |
| 5-9-1998   | Лімасол                | Кіпр                 | 3 – 2                   | Іспанія            | Відбір до ЧЄ 2000     | -    | 30'      |
| 23-9-1998  | Гранада                | Іспанія              | 1 – 0                   | Росія              | товариський матч      | -    | 27'      |
| 18-11-1998 | Салерно                | Італія               | 2 – 2                   | Іспанія            | товариський матч      | -    | кап.     |
| 27-3-1999  | Валенсія               | Іспанія              | 9 – 0                   | Австрія            | Відбір до ЧЄ 2000     | -    |          |
| 31-3-1999  | Серравалле             | Сан-Марино           | 0 – 6                   | Іспанія            | Відбір до ЧЄ 2000     | -    | кап. 72' |
| 4-9-1999   | Відень                 | Австрія              | 1 – 3                   | Іспанія            | Відбір до ЧЄ 2000     | -    |          |
| 10-10-1999 | Альбасете              | Іспанія              | 3 – 0                   | Ізраїль            | Відбір до ЧЄ 2000     | -    |          |
| 13-11-1999 | Віго                   | Іспанія              | 0 – 0                   | Бразилія           | товариський матч      | -    |          |
| 3-6-2000   | Гетеборг               | Швеція               | 1 – 1                   | Іспанія            | товариський матч      | -    | 46'      |
| 7-6-2000   | Люксембург             | Люксембург           | 0 – 1                   | Іспанія            | товариський матч      | -    | кап. 77' |
| 21-6-2000  | Брюгге                 | Югославія            | 3 – 4                   | Іспанія            | ЧЄ 2000 - 1-й етап    | -    | 62'      |
| 2-9-2000   | Сараєво                | Боснія і Герцеговина | 1 – 2                   | Іспанія            | Відбір до ЧС 2002     | -    | 56'      |
| 7-10-2000  | Мадрид                 | Іспанія              | 2 – 0                   | Ізраїль            | Відбір до ЧС 2002     | -    |          |
| 11-10-2000 | Відень                 | Австрія              | 1 – 1                   | Іспанія            | Відбір до ЧС 2002     | -    |          |
| 15-11-2000 | Севілья                | Іспанія              | 1 – 2                   | Нідерланди         | товариський матч      | -    | 90+1'    |
| 28-2-2001  | Бірмінгем              | Англія               | 3 – 0                   | Іспанія            | товариський матч      | -    | 64'      |
| 28-3-2001  | Валенсія               | Іспанія              | 2 – 1                   | Франція            | товариський матч      | -    |          |
| 25-4-2001  | Кордова (Іспанія)      | Іспанія              | 1 – 0                   | Японія             | товариський матч      | -    | кап. 71' |
| 6-6-2001   | Тель-Авів              | Ізраїль              | 1 – 1                   | Іспанія            | Відбір до ЧС 2002     | -    |          |
| 13-2-2002  | Барселона              | Іспанія              | 1 – 1                   | Португалія         | товариський матч      | -    | 65'      |
| Усього     |                        | Матчів               | 56                      |                    | Голів                 | 1    |          |

## Титули і досягнення
- Чемпіон Іспанії (3):

«Барселона»: 1993/94, 1997/98, 1998/99
- Володар Кубка Іспанії з футболу (2):

«Барселона»: 1996/97, 1997/98
- Володар Суперкубка Іспанії з футболу (2):

«Барселона»: 1994, 1996
- Володар Кубка Кубків УЄФА (1):

«Барселона»: 1996/97
- Володар Суперкубка УЄФА (1):

«Барселона»: 1997